# Federazione di baseball di Guam
La Federazione guamana di baseball (eng. Guam Baseball Federation, GBF) è un'organizzazione fondata per governare la pratica del baseball e del softball a Guam.
Organizza il campionato maschile e di softball femminile, e pone sotto la propria egida la nazionale maschile e di softball femminile.